# Pawel Alexandrowitsch Otdelnow

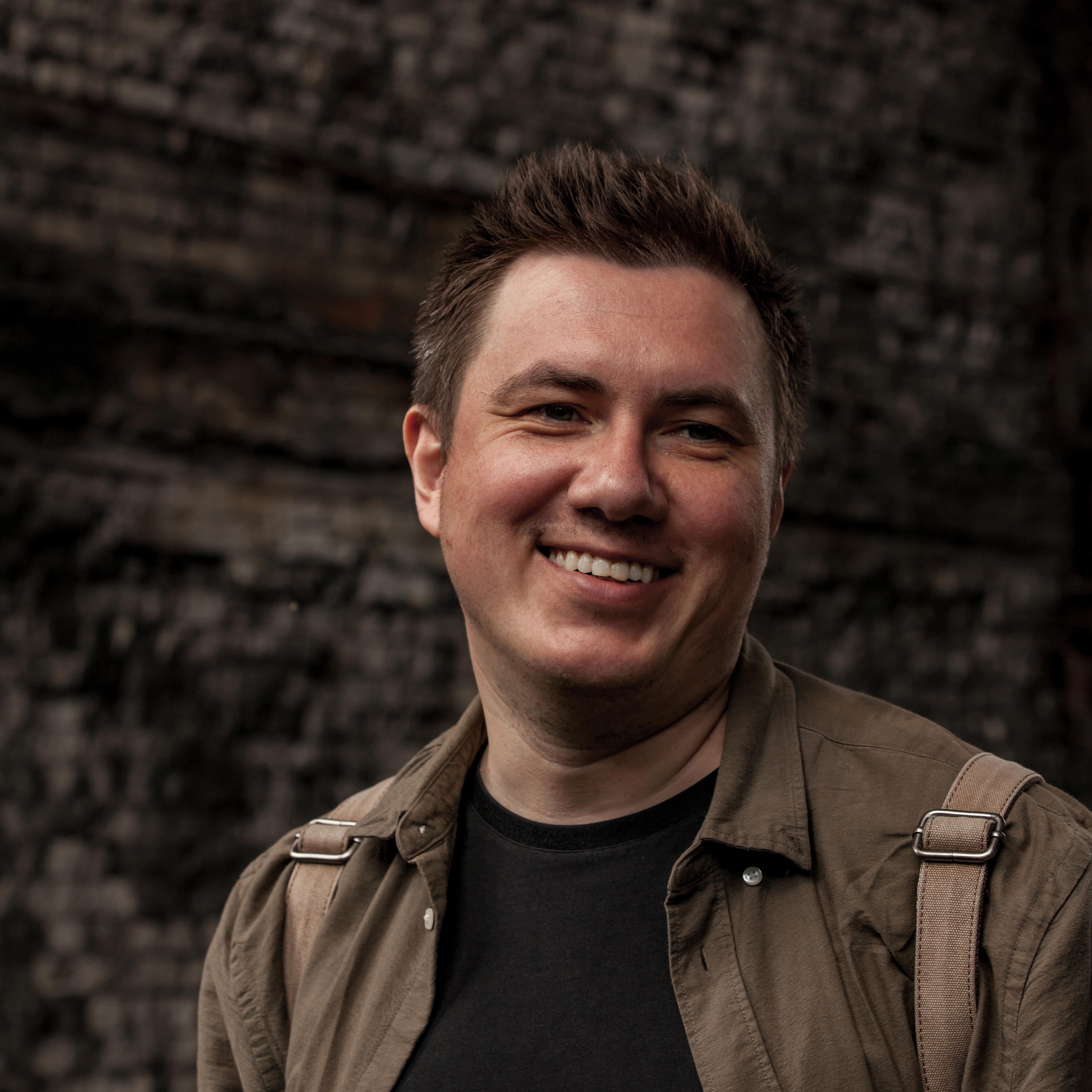
Pawel Otdelnow (2018)

Pawel Alexandrowitsch Otdelnow (russisch Павел Александрович Отдельнов, wiss. Transliteration Pavel Aleksandrovič Otdel'nov; * 19. Juni 1979 in Dserschinsk, Sowjetunion) ist ein Künstler, der in den Bereichen Malerei, Zeichnung, Video und Installation arbeitet und sich mit Themen wie Urbanem Raum, Umwelt, Sowjetischer Geschichte und Historischer Erinnerung beschäftigt.

## Leben
Otdelnow wurde in der Stadt Dserschinsk geboren, dem größten Zentrum der sowjetischen Chemieindustrie. Die Vorfahren des Künstlers arbeiteten in den 1930er Jahren in den Chemiewerken der Stadt. Dserschinsk mit seiner industriellen Geschichte und seinem dramatischen wirtschaftlichen Niedergang und seiner Verödung in den postsowjetischen Jahren wurde zu einer der Quellen von Themen und Bildern für Otdelnows Kunst.
Nach dem Abschluss des Kunstateliers und der Kunstschule in Dserschinsk besuchte Otdelnow die Kunstschule in Nischni Nowgorod, wo er von 1994 bis 1999 bei Pavel Rybakov studierte.
Von 1999 bis 2005 studierte Otdelnow am Moskauer Staatlichen Surikov-Kunstinstitut an der Fakultät für Malerei bei Pawel Nikonov und Yuri Shishkov. Die Ausbildung im Atelier basierte auf plastischen Aufgaben (Komposition, Organisation der Bildebene, Suche nach Farbbeziehungen). Im Jahr 2005 verteidigte Otdelnow sein Diplom mit einer Reihe von Gemälden zum Thema Gospel. In den Werken, die während der Studienzeit entstanden, ist der Einfluss der sowjetischen Malerei der 1920er und 1930er Jahre spürbar.
Von 2005 bis 2007 studierte Otdelnow an der Postgraduiertenschule des Staatlichen Moskauer Kunstinstituts Surikov.
Von 2013 bis 2015 studierte Otdelnow am Institute for Problems of Contemporary Art in Moskau. Im Rahmen des Studienprogramms schuf er I Shop therefore I Am, eine Arbeit über die gegenseitige Durchdringung von Kunst und Markt, die sich auf das Werk von Barbara Kruger bezieht.

„Ich frage mich oft: Ist es möglich, das Präsens zu sehen?  Die Wirklichkeit entzieht sich immer unserem Blick. Ich denke, es ist möglich, die Gegenwart zu erfassen, wenn man das, was um einen herum geschieht, mit einem langsamen Blick, im Zeitraffermodus betrachtet. Dann kann man feststellen, wie sich vertraute Landschaften verändern. Ein weiteres wichtiges Hilfsmittel ist es, gedanklich einen zeitlichen Abstand zu schaffen, aus dem heraus das Neue zu Ruinen wird. Das Gemälde schafft diese Distanz, indem es in der Geschichte verwurzelt ist. Der statische Charakter des Bildes ist nichts anderes als eine eingefrorene Dauer.“

## Stadtränder und Nicht-Orte

### Inneres Degunino, 2013–2014
In den Jahren 2013 und 2014 arbeitete Otdelnow an einer Serie, die von einer kreativen Erkundung von West Degunino inspiriert war, einem Viertel in der Nähe der Moskauer Ringstraße, das überwiegend aus Industriegebieten und Plattenbauten der Serie P-44 besteht. Die Interpretation der Architektur von Wohnheimvierteln mit vereinzelten Industrieobjekten in einem endlosen, schneebedeckten Raum durch seinen Autor erregte das Interesse von David Elliott, dem Kurator der IV. Moskauer Biennale für junge Kunst Time to Dream, der die Gemälde aus der unvollendeten Serie im Hauptprogramm der Ausstellung im Juni 2014 präsentierte, wo sie von Kunstkritikern und Kulturbeobachtern sehr geschätzt wurden.
Im Oktober 2014 präsentierte Otdelnow die abgeschlossene Serie in seiner Einzelausstellung Inneres Degunino im Moskauer Museum für Moderne Kunst. Inneres Degunino wurde in die von der AroundArt-Redaktion zusammengestellte Liste der besten Kunstprojekte des Jahres 2014 aufgenommen, belegte bei der Leserwahl für die beste Ausstellung den dritten Platz und wurde 2015 für den Kandinsky-Preis in der Kategorie Projekt des Jahres nominiert

### Einkaufszentrum, 2015–2016
In seinem Projekt Einkaufszentrum, das den Einkaufszentren gewidmet ist, die in den wohlhabenden Nullerjahren in den Wohngebieten russischer Städte entstanden sind, setzt Otdelnow seine Auseinandersetzung mit dem Thema der postsowjetischen Stadtränder fort. Der Künstler stellt die hellen Kästen der Einkaufszentren, die von heruntergekommenen Plattenbauten umgeben sind, so dar, als wären sie Glitches – visuelle Artefakte, die durch einen Softwarefehler verursacht werden. Einkaufszentrum wurde Ende 2015 in der Galerie Triumph ausgestellt.
Ein Jahr später, im November 2016, wurde die Serie in der Ausstellung Einkaufszentrum. The Time of Colorful Sheds, organisiert im Rahmen des Non-Places-Programms des Department of Research Art und veranstaltet vom Smena Center of Contemporary Culture in Kasan.

### Russisches Nirgendwo, 2020–2021
Das nächste Projekt von Otdelnow, das sich mit dem Thema der postsowjetischen Einöden und Nicht-Orte befasste, war das Russische Nirgendwo, das 2021 in der Galerie Triumph ausgestellt wurde. Der Künstler suchte nach Bildmaterial, indem er das Land mit Yandex und Google Street View bereiste. Für die Gemälde wählte er die banalsten und typischsten Bilder, die überall in Russland aufgenommen werden könnten. Neben den Landschaften platzierte Otdelnow beleuchtete Schilder mit roten Buchstaben, die den allgegenwärtigen Ladenschildern nachempfunden sind. Die Texte der Schilder stammen aus Online-Kommentaren in sozialen Netzwerken wie The Beauty Of Blight, Birch Tree, Russian Death usw. Die Philosophin Svetlana Polyakova bemerkte den extremen Grad der Entmenschlichung in den Landschaften dieser Serie:

„In Russisches Nirgendwo hat Pavel Otdelnov diese jüngste Erfahrung des Verlusts der Zukunft als menschliches Projekt im kollektiven Empfinden einfühlsam eingefangen. Der Mensch ist nicht mehr ein Projekt seiner selbst; er glaubt nicht mehr an die Mythen, die ihre Macht über ihn verloren haben, dass die Zukunft in seiner Hand liegt. Die Initiative wurde von nicht-menschlichen Akteuren übernommen: die natürliche Entropie, die die Reste grandioser sozialer Utopien verdaut und auslöscht, die Invasion neuer tödlicher Viren, die durch die ökologische Katastrophe hervorgerufen wird, und die bedrohliche Selbstbewegung der Technologie. Wenn die Zukunft heute vor uns erscheint, dann nur im Modus Operandi der persönlichen Eschatologie.“

Nach der Ausstellung bei Triumph wurde das Projekt im Jelzin-Zentrum in Jekaterinburg gezeigt.

## Umweltfragen

### Sand, 2016–2017
Im Rahmen des Non-Places-Programms des Department of Research Art, einem interdisziplinären Projekt in Moskau, reiste Otdelnow 2016 für einen Aufenthalt im Smena Center of Contemporary Culture nach Kasan. Er traf dort Umweltexperten und Aktivisten, die sich gegen geplante Bauprojekte im Überschwemmungsgebiet des Flusses Kazanka engagieren. Während seines Aufenthalts drehte er den Film Sand (2017) und malte Landschaften des Flusses Kasanka (2016).

### Psychozoisches Zeitalter, 2018–2019

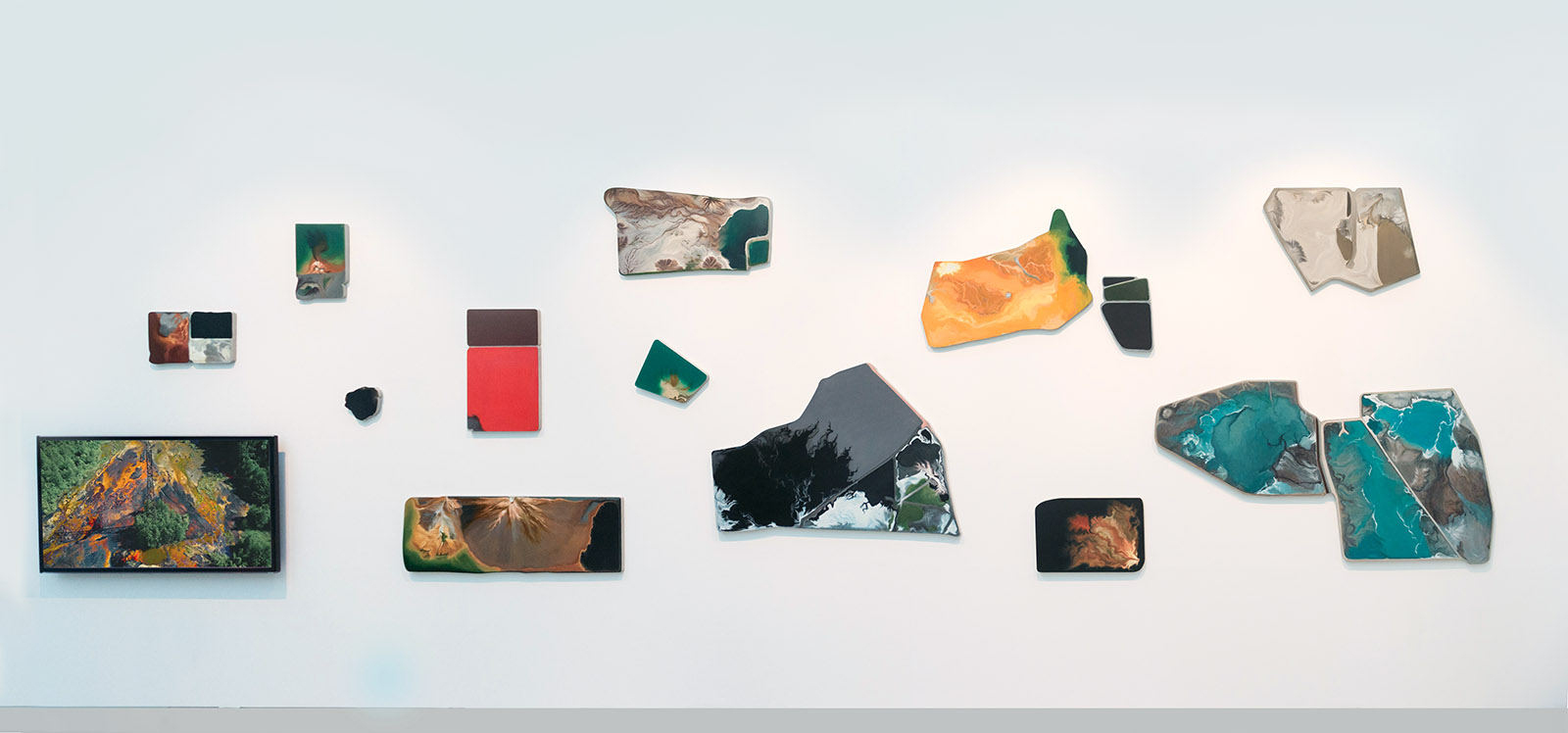
Pawel Otdelnow. Psychozoisches Zeitalter. 2018

Im Jahr 2018 setzte sich Otdelnow in einem neuen Film und einer Installation mit dem Titel Collectively the Psychozoisches Zeitalter weiter mit Umweltfragen auseinander. Das Projekt zeigte russische Industrieabfalllager und ihre Auswirkungen auf die Umwelt und die Menschen.

### Beschissene See, 2019–2020
Im Jahr 2019 griff Otdelnow mit seinem Projekt Beschissene See erneut Umweltthemen auf. Otdelnow widmete das Projekt dem Problem der Müllentsorgung. Der Künstler warf zusammen mit seinem Hausmüll GPS-Baken, mit deren Hilfe er den Weg des Mülls von den Containern zu den Müllsortieranlagen und Hausmülldeponien verfolgte. Otdelnow folgte den Baken und besuchte Mülldeponien in den Regionen Moskau und Wladimir sowie Müllsortieranlagen. Das Ergebnis dieser Recherche war der Film The Trash Trip (2019), die Filme TKO Alexandrow (2019), TKO Timokhovo (2019), sowie TKO. (2020). Das Projekt wurde erstmals im Herbst 2019 auf der VIII. Internationalen Biennale für zeitgenössische Kunst in Moskau gezeigt.
Ein weiterer Teil der Recherche des Autors war seine Arbeit in einer Moskauer Müllsortieranlage. Dieser Erfahrung widmete Otdelnow das Gemälde Sorting (2020). Seine Beobachtungen und Gespräche mit den Arbeitern hielt er in dem Tagebuch eines Sortierers fest.

## Forschungsprojekte

### Promzona, 2015–2020

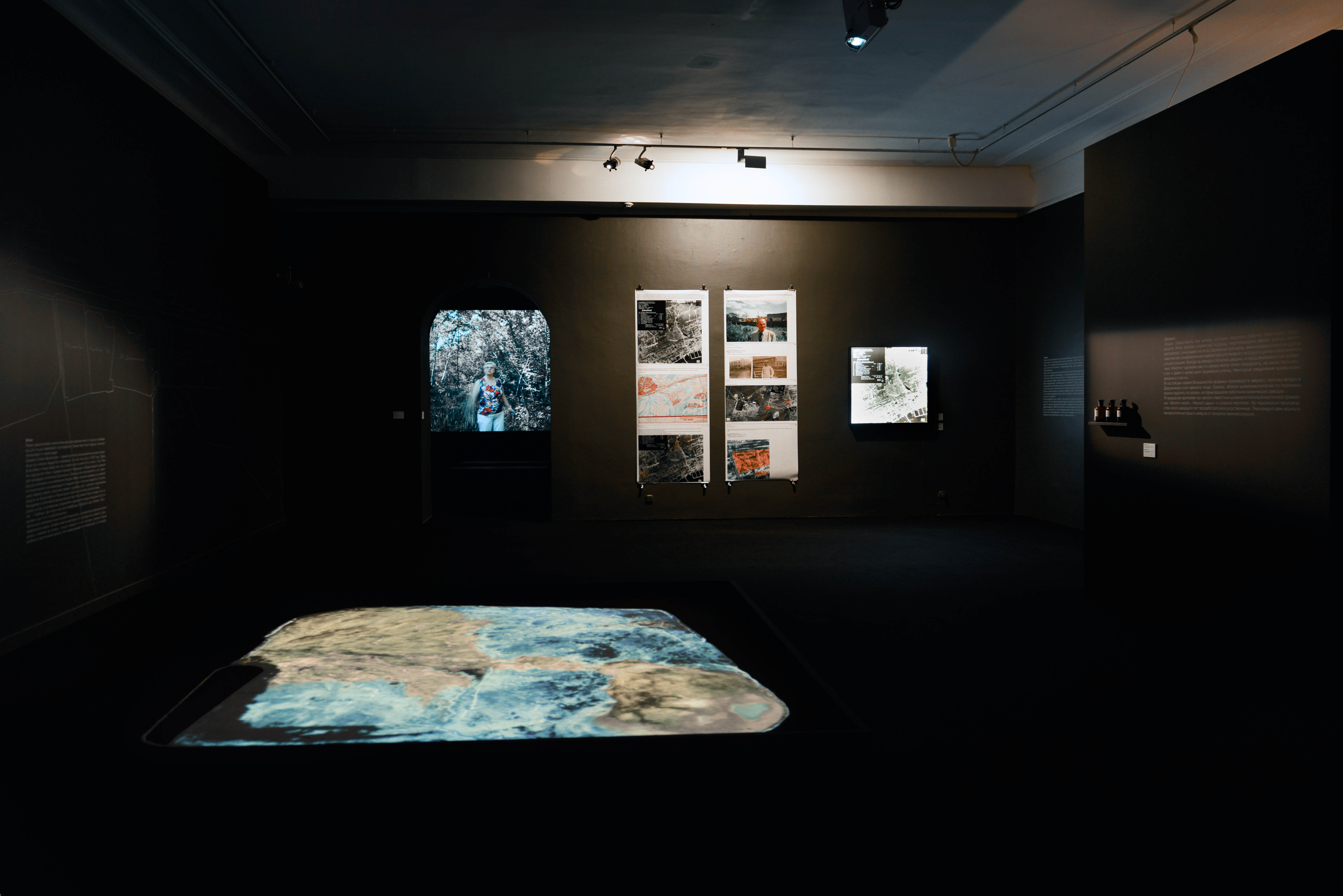
Pawel Otdelnow. Promzona. Ausstellungsansicht

Vier Jahre lang, von 2015 bis 2020, arbeitete Otdelnow an einem groß angelegten Projekt mit dem Titel Promzona (Industriecluster). Das Projekt erforscht die Geschichte der Heimatstadt des Künstlers, Dzerzhinsk, und seiner Familie. Das Projekt stützte sich auf eine ganze Reihe von Ansätzen: Otdelnow studierte Archivfotos und Zeitungsausschnitte, persönliche Notizen, Essays und Dokumente, er traf sich mit Umweltexperten und ehemaligen Fabrikarbeitern, er wanderte durch die Sperrzonen, Fabrikruinen und das überwucherte Arbeiterlager. Durch verschiedene Medien – Malerei, Fotografie, Video, Installation, Texte, fertige Objekte – bietet das Projekt sowohl eine historische als auch eine persönliche Perspektive auf die endgültig vergangene Zeit. Ergänzt wurde die Ausstellung durch Auszüge aus veröffentlichten Memoiren von Arbeitern und Ingenieuren der zahlreichen Dzerzhinsk-Werke sowie aus No Entry Without Gas Mask, einem Buch des Vaters des Künstlers, Alexander Otdelnow.

### Ringing trace, 2021

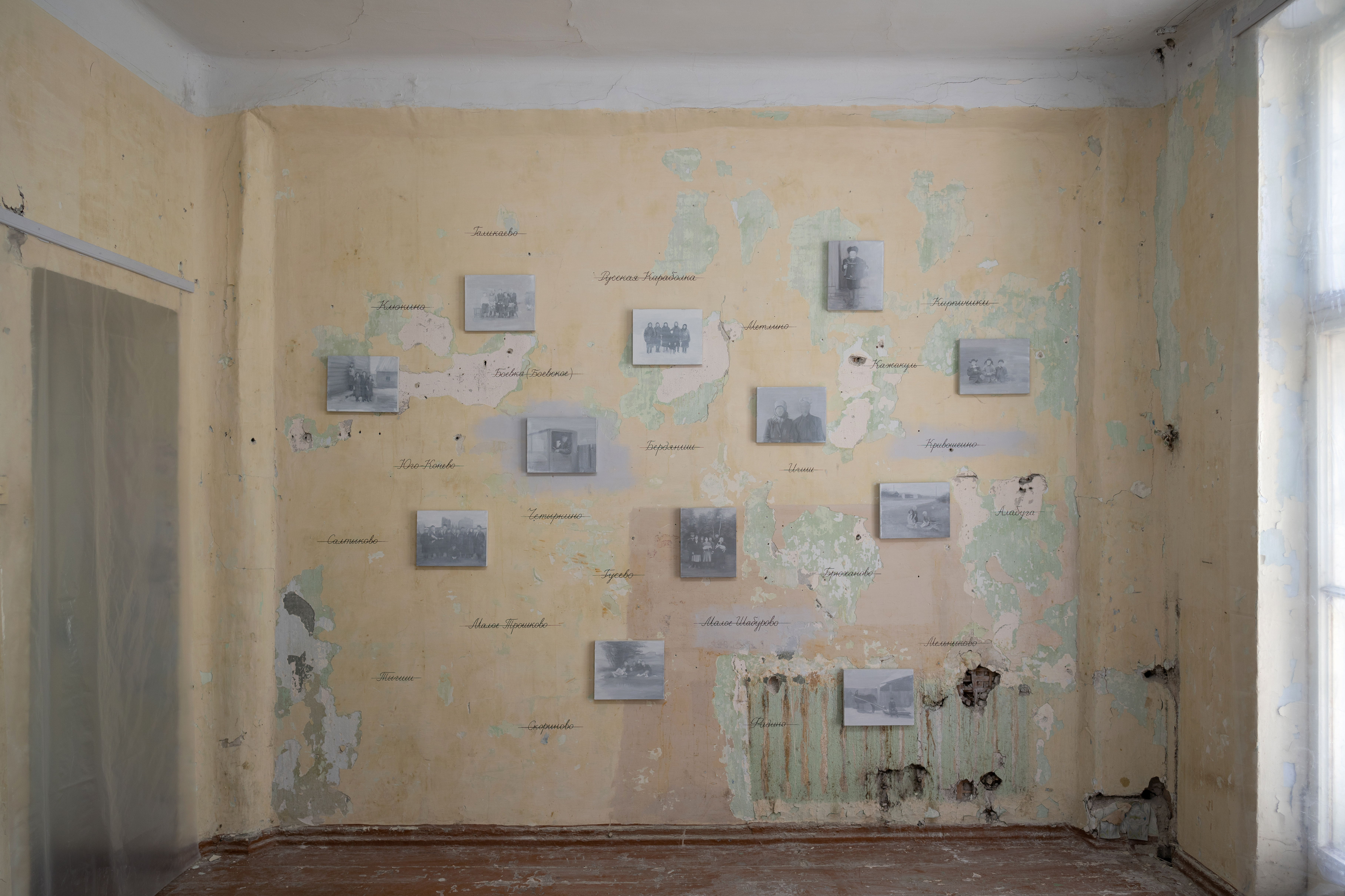
Pawel Otdelnow. Verlegt. 2021

Im Herbst 2021 schuf Otdelnow auf Einladung des Teams der Ural Biennale ein Projekt, das der Geschichte der Atomindustrie im Südural gewidmet war. Das Projekt wurde im ehemaligen Schlafsaal des geheimen Labors B im Dorf Sokol in der Region Tscheljabinsk ausgestellt. Während der Sowjetzeit beschäftigte sich das Labor mit Fragen der Strahlenbiologie, aber das Wohnheim stand seit mehreren Jahrzehnten leer und war baufällig. Otdelnow baute die Ausstellung als Museum auf. Seine Exponate waren für die Ausstellung gemalte Gemälde sowie gefundene Dokumente und Zeugnisse. Jeder der 21 Räume der Ausstellung erzählt von verschiedenen Episoden in der Geschichte der Atomindustrie: die Erfindung der Atombombe, die Explosion im Kerntechnische Anlage Majak 1957 und die Liquidatoren der Katastrophe, die radioaktive Spur in Tscheljabinsk und die toten Dörfer, die Geheimsprache der Atomarbeiter und das tägliche Leben in geschlossenen Städten, der vergiftete Fluss Tetscha, in den 1949—1952 schwere radioaktive Abfälle gekippt wurden, während die an seinen Ufern lebenden Menschen das Wasser weiterhin nutzten.
Das Projekt war ein großer Erfolg bei Zuschauern und Kritikern und wurde als eines der besten der Biennale anerkannt. Trotz seiner abgelegenen Lage wurde es von zahlreichen Menschen aus verschiedenen russischen Städten besucht, und am Ende der Biennale wurde beschlossen, die Ausstellung für immer in Sokol zu belassen. Seit 2022 ist die Ausstellung eine Dauereinrichtung.

## Krieg

### Unheimlich, 2015
Im Jahr 2015, als der Krieg in der Ostukraine bereits im Gange war, baute Otdelnow eine Installation mit dem Titel Unheimlich für die Ausstellung War Museum im Moskauer Museum für Moderne Kunst. Ein typischer gemütlicher Raum mit einem Teppich, einer Stehlampe und einem Sessel wurde mit subtilen Details ergänzt, die die Präsenz des Krieges markierten: ein Spielzeugpanzer, der hinter dem Sessel hervorkam, bewaffnete Soldaten, die sich in den floralen Mustern des Teppichs versteckten. Woher kommt die Nostalgie für vergangene Größe? fragt sich der Künstler. Könnte es sein, dass wir, Freud folgend, das Unheimliche im Heimeligen, Gewohnten, Gewohnten suchen sollten? Zusätzlich und in Anlehnung an Martha Roslers Bring the War Home fertigt der Künstler eine Reihe von Fotocollagen an, in denen er die Innenräume der Wohnungen seiner Verwandten und die Ansichten der vom Krieg verwüsteten Städte in der Region Donezk einander gegenüberstellt. Anhand eines Fotos des zerstörten Flughafens in Donezk malte Otdelnow das Bild No Flights Today, das den verheerenden Schrecken des Krieges und die Nähe des Todes festhält.
Im Februar 2022 sprach sich Otdelnow offen gegen die militärische Invasion Russlands in der Ukraine aus.

## Ausgewählte Ausstellungen, Werke in Sammlungen

### Einzelausstellungen
- 2005 – Leinwand. Zeit. Raum, Handelskammer, Dzerzhinsk
- 2006 – Der Weg nach Hause, Zentrale Ausstellungshalle, Nizhny Novgorod
- 2010–2012 – Otra Cotidianidad, Ausstellungsreihe (Kulturzentrum Quinta del Berro, Madrid; Casa de los Picos, Segovia; Saal Juana Frances, Madrid; Museo Casa Natal de Cervantes, Alcala de Henares; Kulturzentrum Nicholas Salmeron, Madrid; Casa de Cervantes, Eskivias; Centro Ruso de Ciencia y Cultura, Madrid)
- 2012 – Neonlandschaft, Agentur Art.Ru, Moskau
- 2014 – Inner Degunino, Moskauer Museum für Moderne Kunst, Moskau
- 2014 – Das erste Prinzip der Dialektik (gemeinsame Ausstellung mit Egor Plotnikov), Open Club Gallery, Moskau
- 2014 – No man's land (Gemeinschaftsausstellung mit Julia Malinina, im Rahmen des Parallelprogramms der 4. Internationalen Biennale für junge Kunst Moskau), Grinberg Gallery, Moskau
- 2015 – Ruhmeshalle, Kunstmuseum Stavropol, Stavropol
- 2015 – Einkaufszentrum, Triumph Galerie, Moskau
- 2016 – Territorium der akkumulierten Schäden, Galerie Belyaevo, Moskau
- 2016 – Wüsten. 2002–2017, Beljaewo-Galerie, Moskau
- 2016 – Weißes Meer. Schwarzes Loch, Arsenal nationales Zentrum für zeitgenössische Kunst, Nischni Nowgorod
- 2016 – Einkaufszentrum. Time of Colorful Sheds, Zentrum für zeitgenössische Kultur SMENA, Kasan[47]
- 2017 – Ruinen, Victoria Kunstgalerie, Samara
- 2018 – Chemische Fabrik, FUTURO Galerie, Nischni Nowgorod
- 2018 – Anekdoten aus der Fabrik, Kreativer Industriecluster Oktava, Tula
- 2019 – Promzona, Moskauer Museum für Moderne Kunst, Moskau
- 2021 – Russisches Nirgendwo, Galerie Triumph, Moskau
- 2021 – Russian Nowhere, Kunstgalerie des Boris Jelzin Präsidentenzentrums, Jekaterinburg
- 2021 – Ringing Trace, im Rahmen des Artist-in-Residence-Programms der 6. Ural-Industrie-Biennale für zeitgenössische Kunst, Betriebswohnheim des Laboratoriums B, Dorf Sokol, Region Tscheljabinsk[38]
- 2022 – Promzona, Uppsala konstmuseum, Uppsala, Sweden[48]
- 2022 – Das Feld der Experimente, Kalmar konstmuseum, Schweden[49]
- 2022 – Acting Out, Pushkin house, London, Vereinigtes Königreich[50]

### Werke in Sammlungen
Otdelnows Werke befinden sich in den Sammlungen des Russischen Museums, der Tretjakow-Galerie, des Moskauer Museums für Moderne Kunst, des Kunstmuseums Uppsala, des Instituts für Russische Realistische Kunst (IRRA) Moskau, des Nationalen Zentrums für Zeitgenössische Kunst (NCCA), Puschkin-Museum (Moskau), des Museums für Moderne Kunst Sergei Kurjochin, St. Petersburg, des Museums für Zeitgenössische Kunst Erarta und anderer russischer Museen. Petersburg, Museum für zeitgenössische Kunst „Erarta“ und andere russische Museen; in den Sammlungen der Russischen Akademie der Künste, der Moskauer Künstlervereinigung, der Galerie Kovcheg, der Gorbatschow-Stiftung, in den Unternehmenssammlungen der RDI-Gruppe und von IQ Capital, in Privatsammlungen in Russland, den Vereinigten Staaten, Deutschland, Italien, Spanien, Polen und anderen Ländern.

## Auszeichnungen
- 2015 – Lange Liste des Kandinsky-Preis[53]
- 2017 – Der Sergei Kurjochin Preis für zeitgenössische Kunst – kurze Liste[54]
- 2017 – Der Sergei Kurjochin Preis für zeitgenössische Kunst Sonderpreis des Französischen Instituts in St. Petersburg[54]
- 2017 – Kandinsky-Preis lange Liste[55]
- 2019 – Kandinsky-Preis lange Liste[56]
- 2020 – Künstler des Jahres der Cosmoscow International Contemporary Art Fair[57]
- 2020 – Preisträger des Innovation Art Prize[58]
- 2021 – Kandinsky-Preis kurze Liste[59]

## Galerie

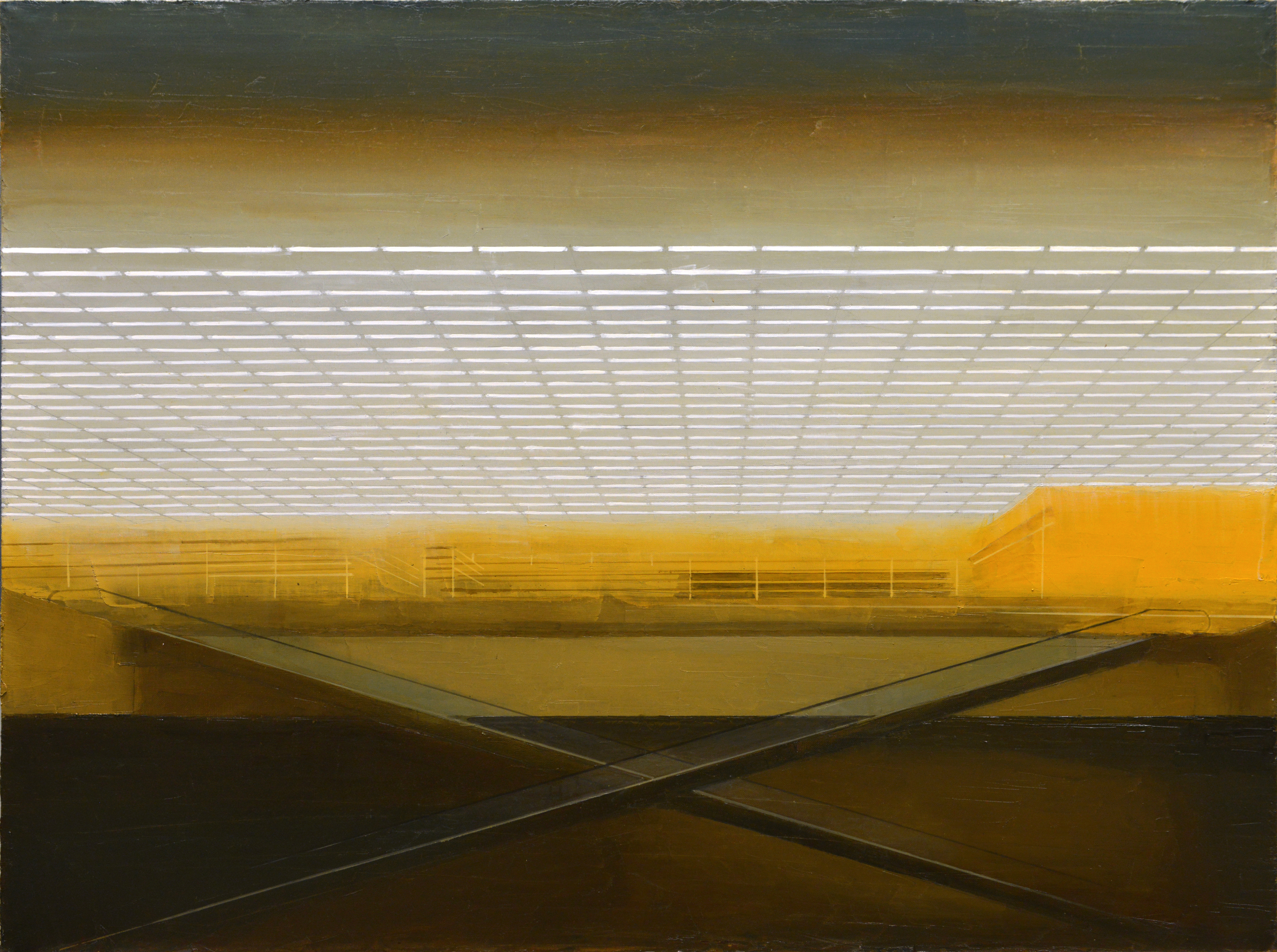
Pawel Otdelnow. Einkaufszentrum. 2013
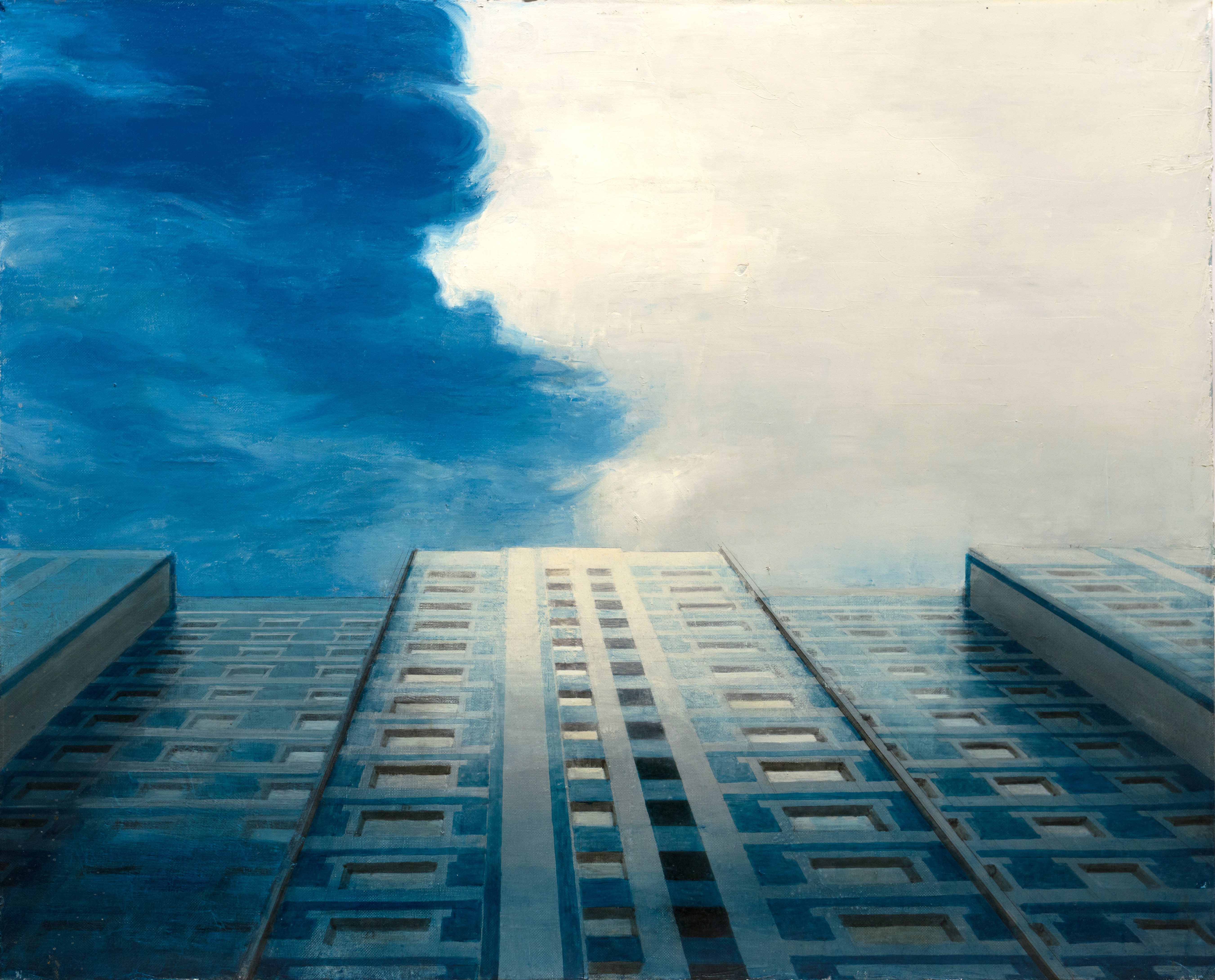
Pawel Otdelnow. P-44. 2014
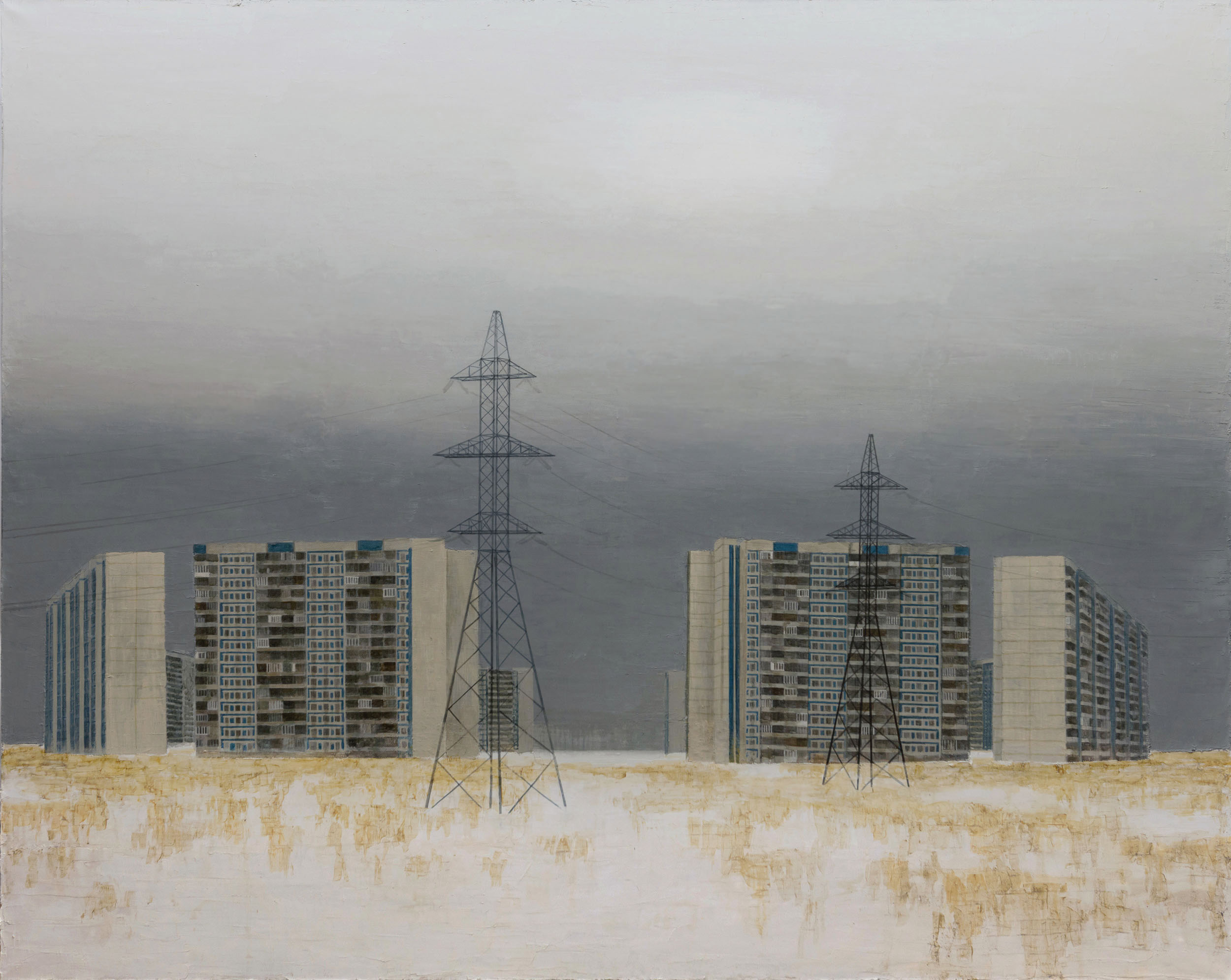
Pawel Otdelnow. Stonehenge. 2013
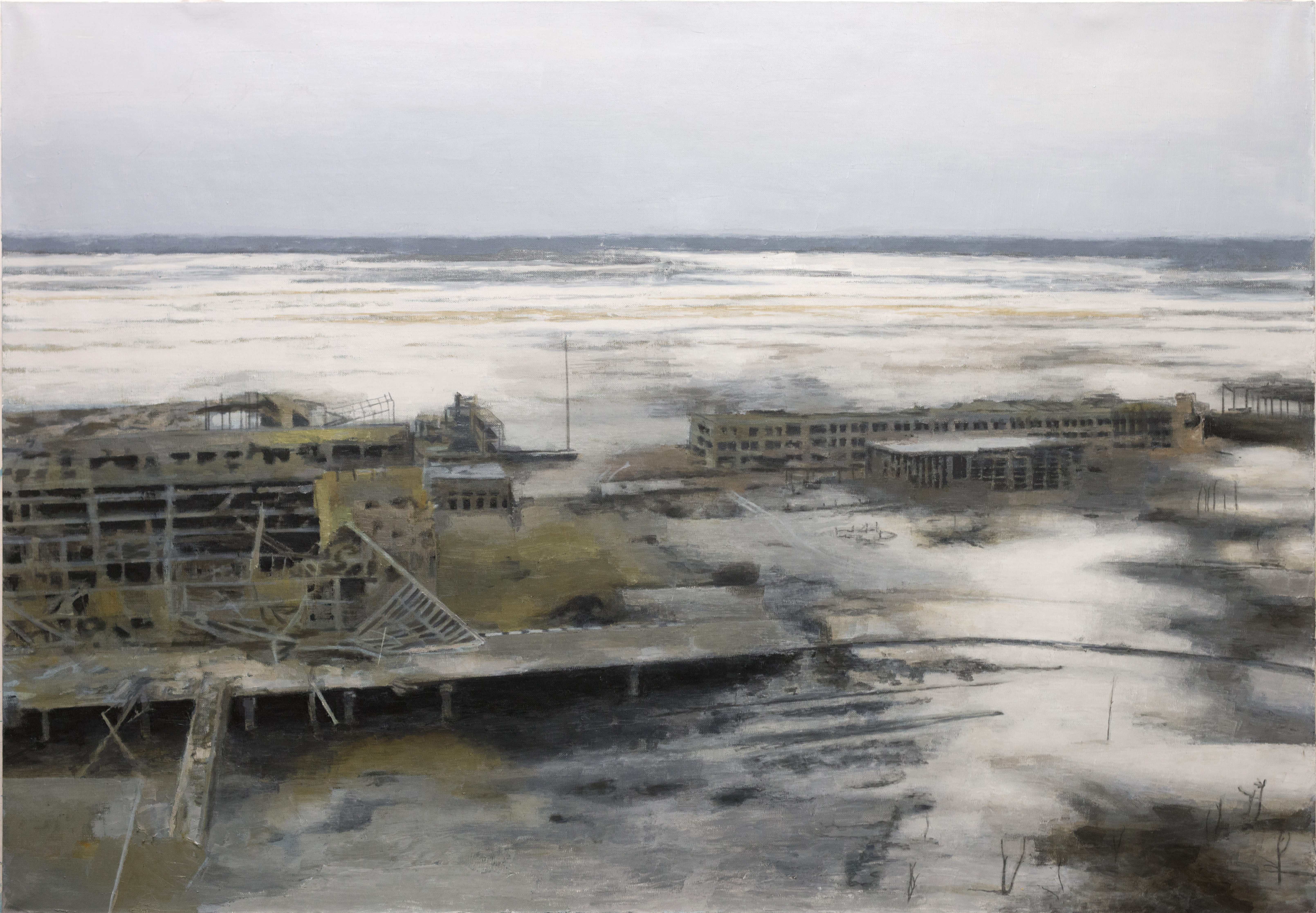
Pawel Otdelnow. Heute gibt es keine Flüge. 2015
Pawel Otdelnow. Gruppenfoto. 2017
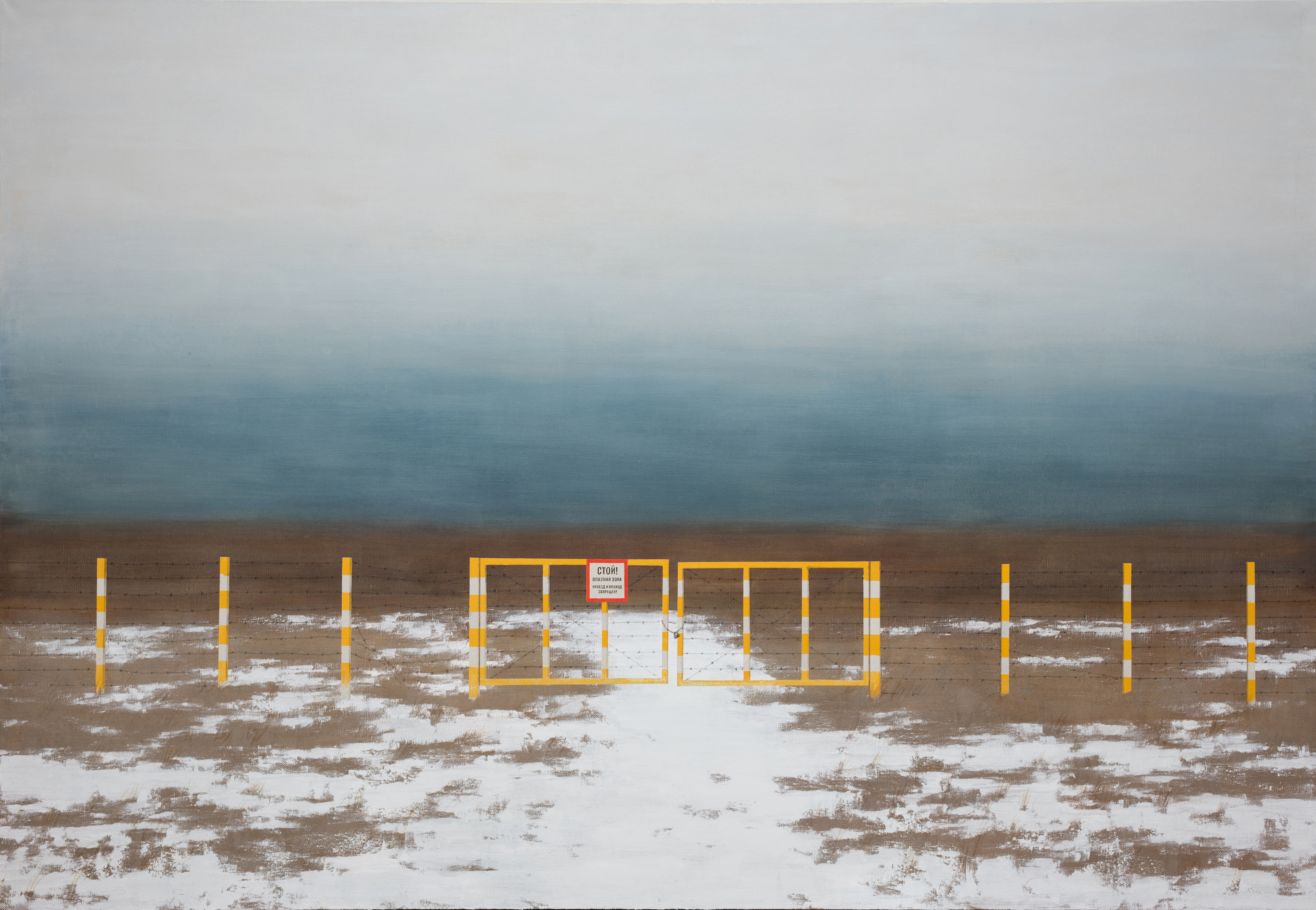
Pawel Otdelnow. Gefährlicher Bereich. 2018
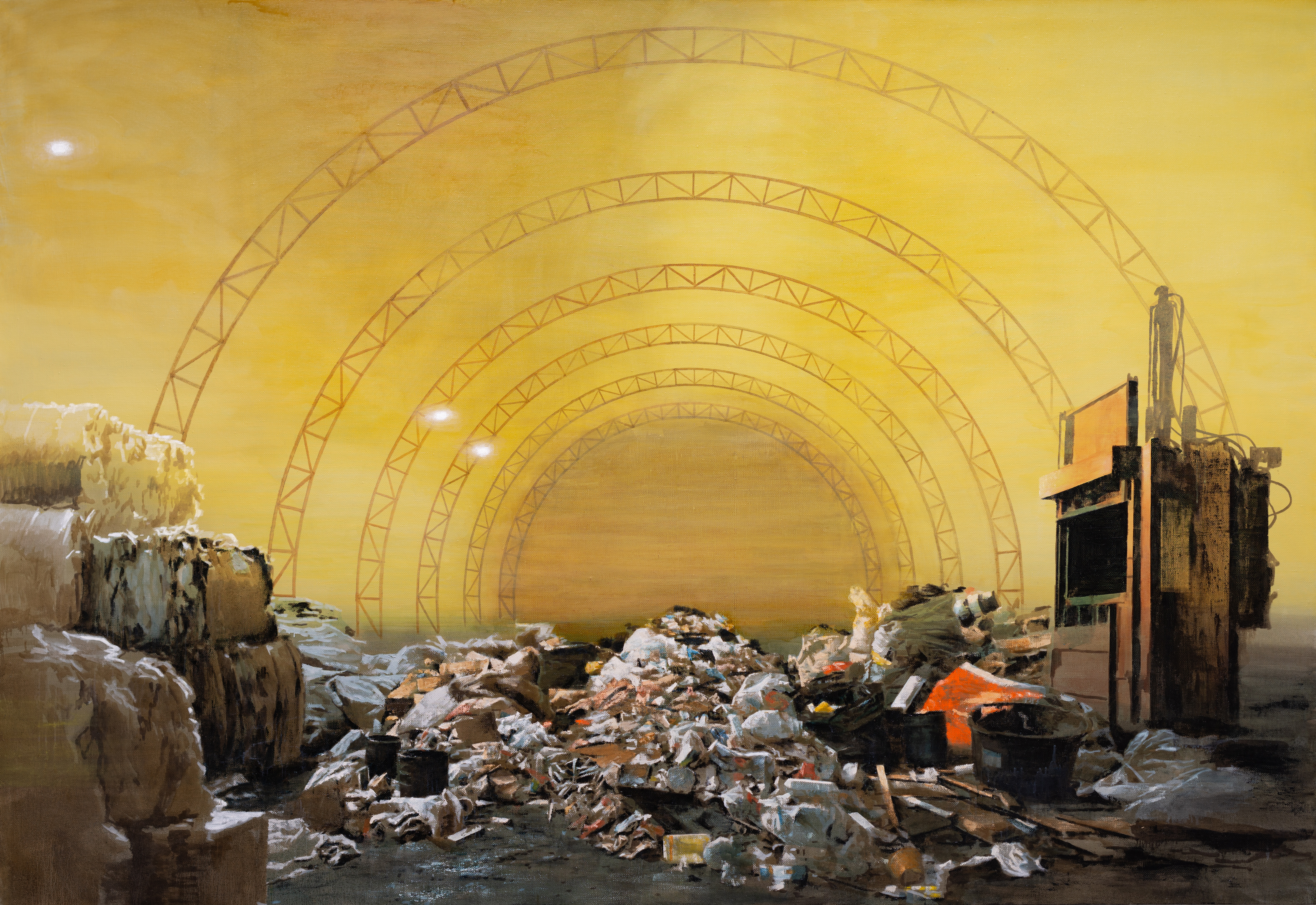
Pawel Otdelnow. Sortierung. 2020
Pawel Otdelnow. Zhuten. 2020
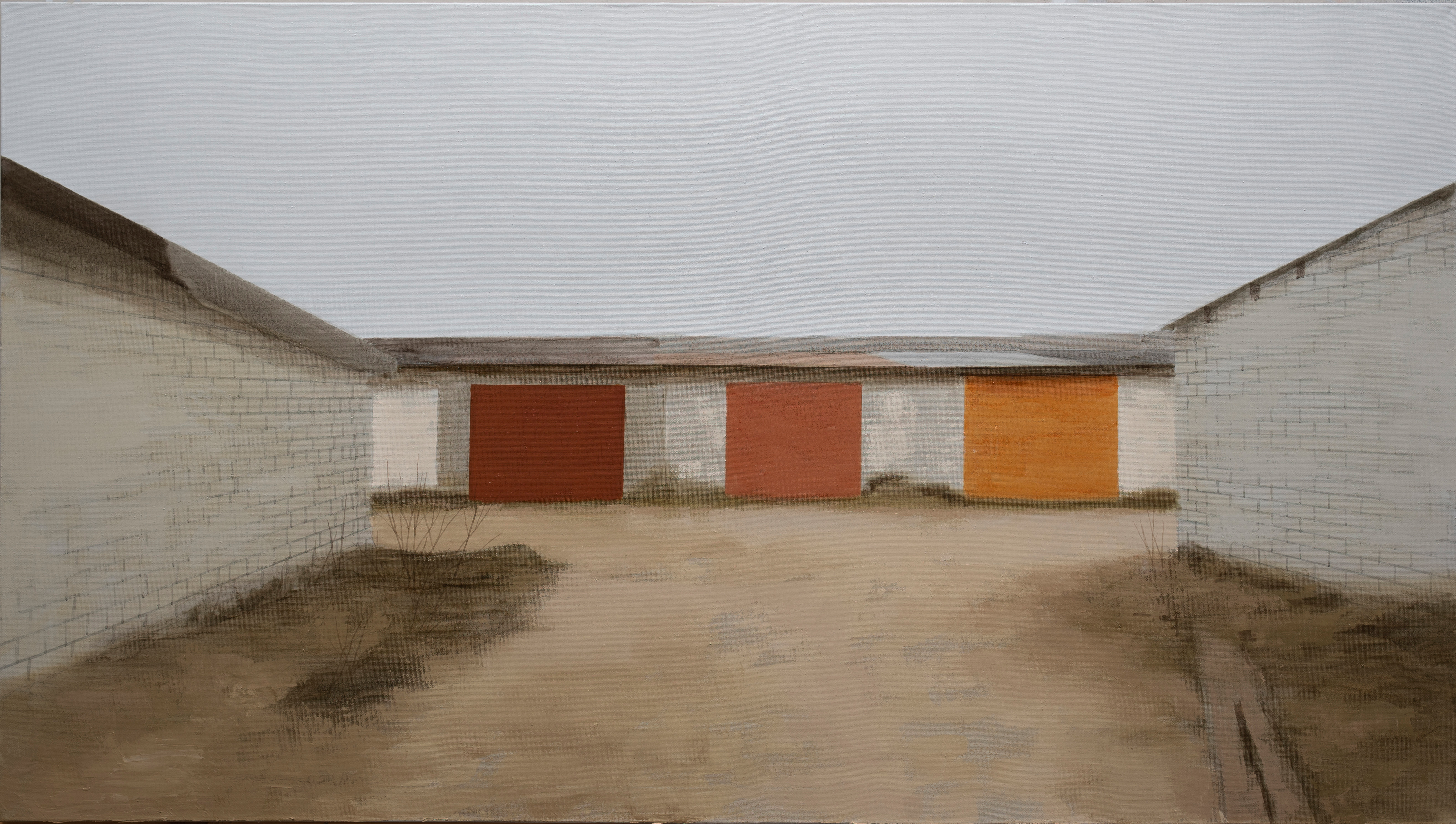
Pawel Otdelnow. Garagen. 2020
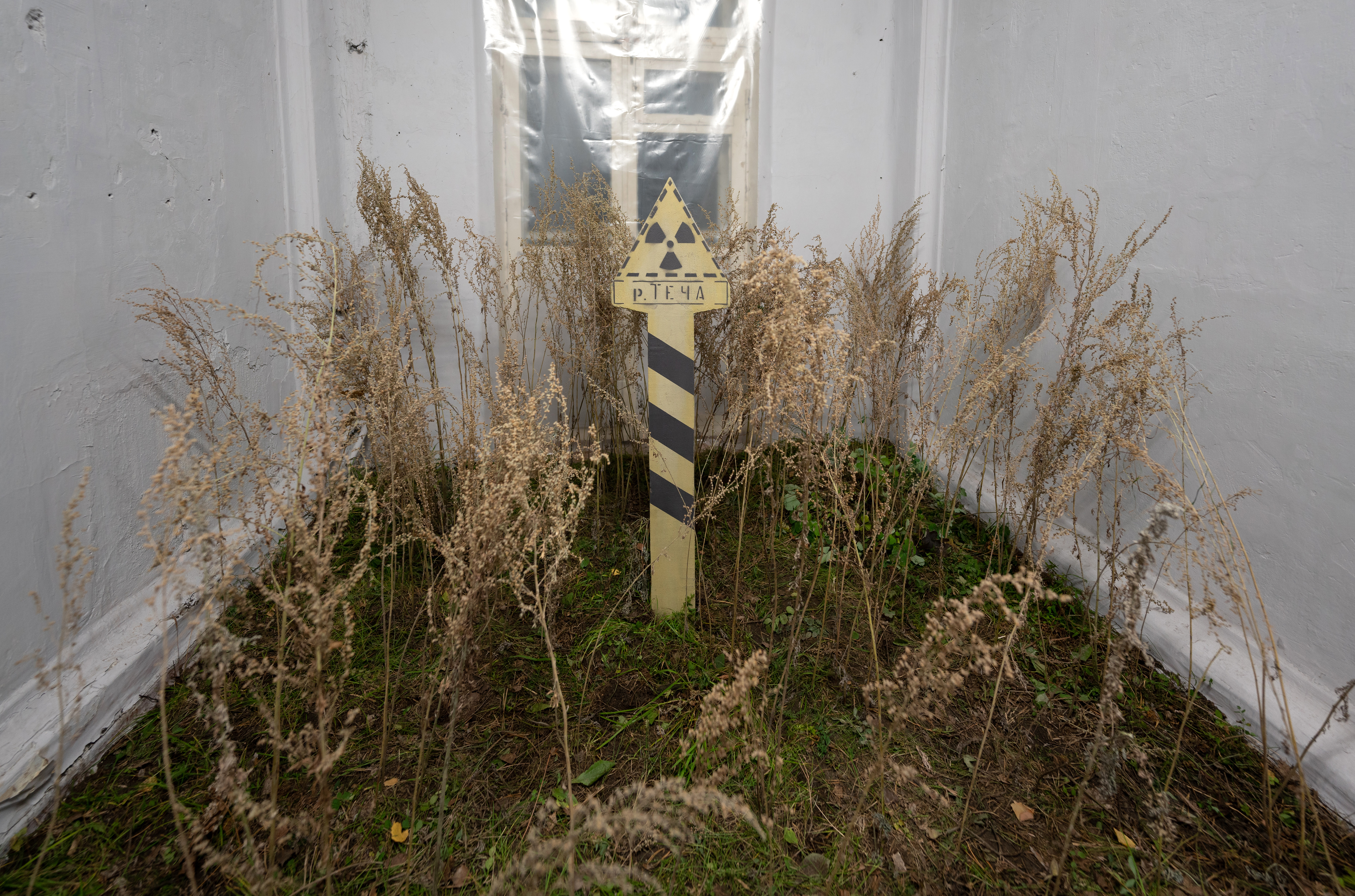
Pawel Otdelnow. Tetscha. Installation. 2021
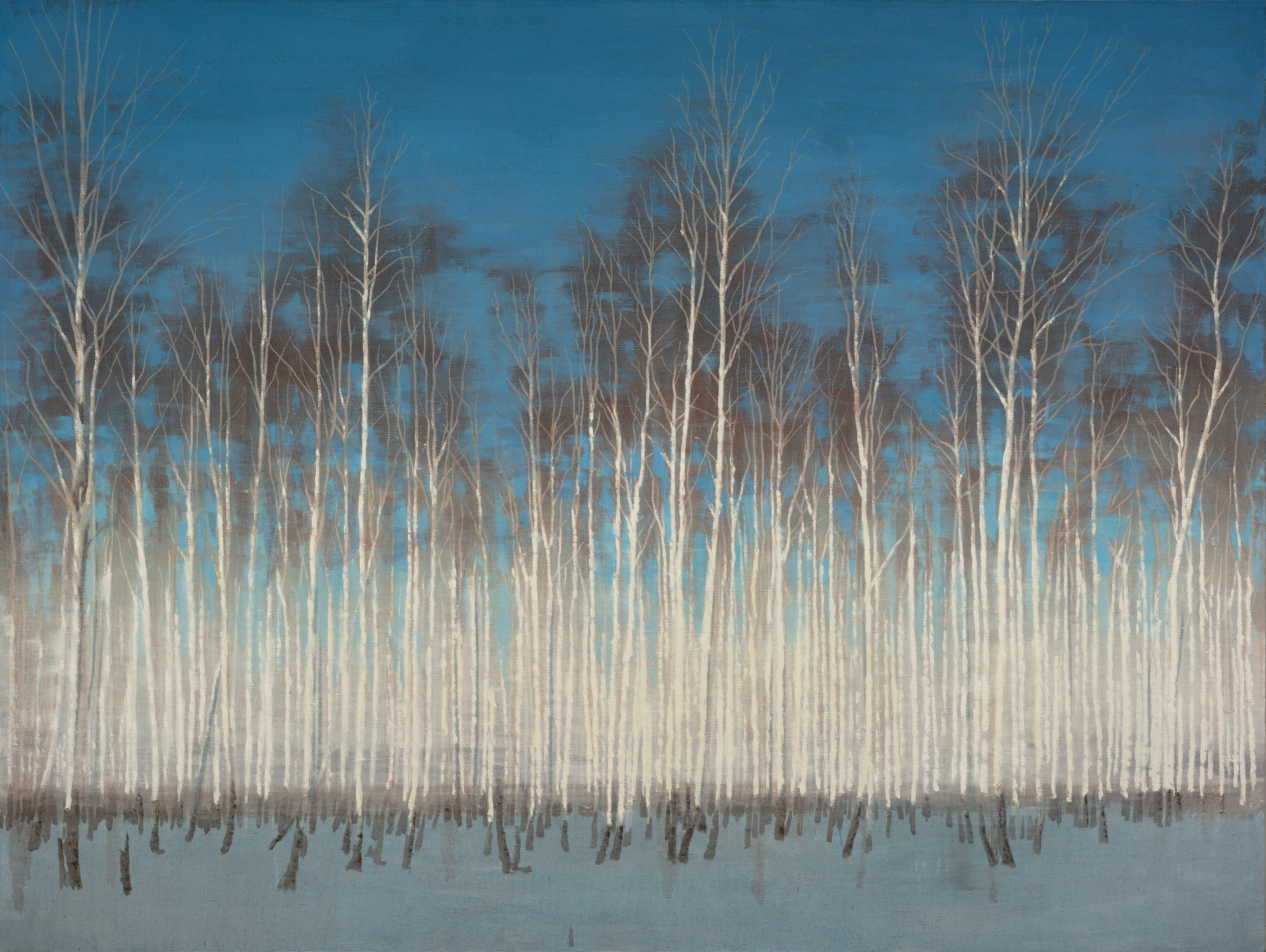
Pawel Otdelnow. Birkenwald. 2021
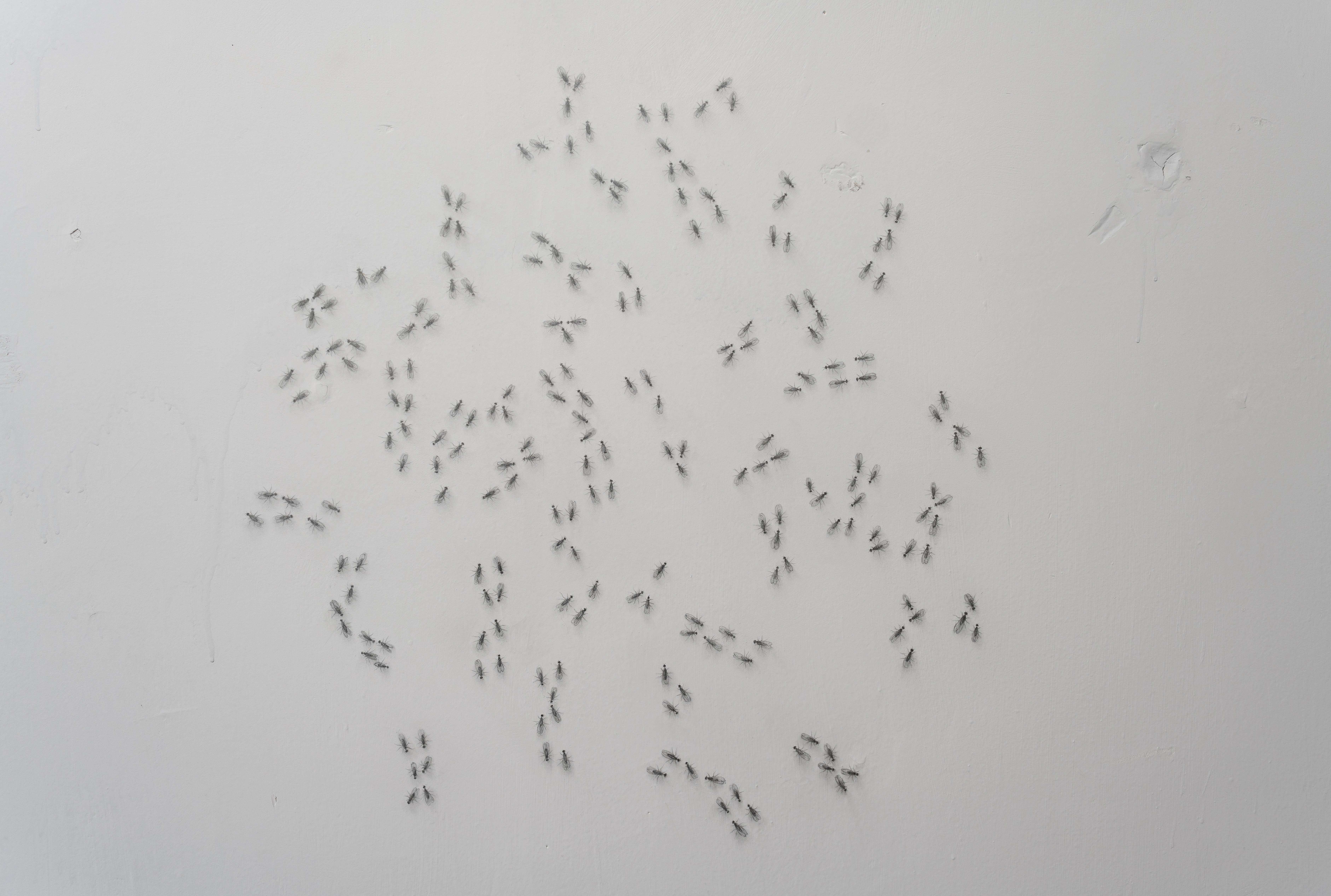
Pawel Otdelnow. Karyotyp. 2021
Pawel Otdelnow. Verlegt. 2021
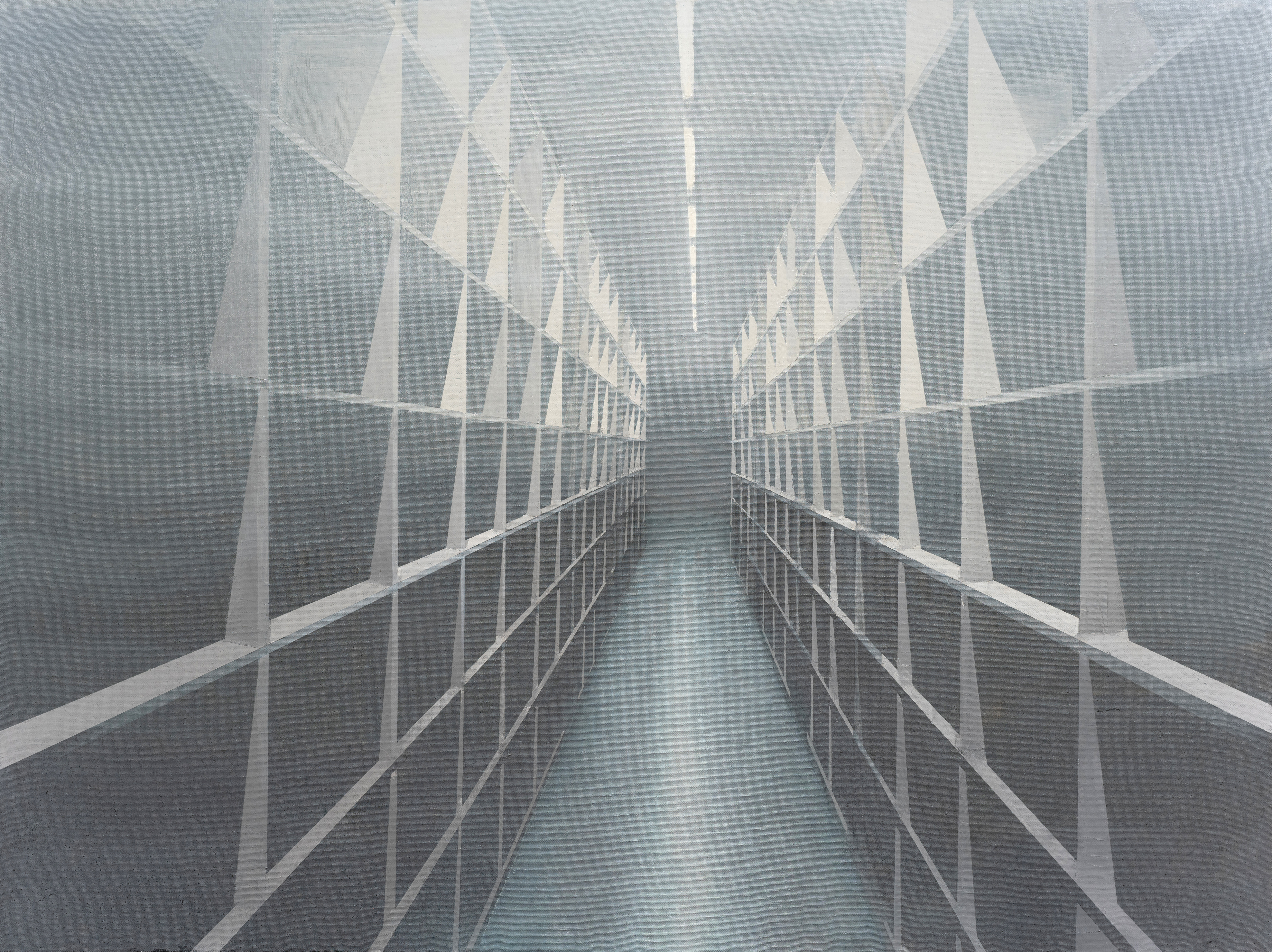
Pawel Otdelnow. Repository. 2021